# Água Izé
Água Izé é uma aldeia da Ilha de São Tomé de São Tomé e Príncipe.
As roças Água-Izé, propriamente dita e Castelo do Sul, que constituem a maior parte da atual fazenda d'Água-Izé, pertenciam a uma capela instituída por Gaspar de Araújo de Sousa na Igreja do extinto Convento dos Bentos em Lisboa, capela de que foi último administrador António José de Almeida Velho de Lencastre Carvalho da Fonseca Camões, 3º visconde de Vila Nova de Souto d'El-Rei, e foram arrematadas em hasta pública pelo primeiro Barão d'Água-Izé, João Maria de Sousa e Almeida, no ano de 1854, pela quantia de 2:000$000 reis cada uma” incluindo 600 escravos. Nesse mesmo ano inicia João Maria o cultivo das mesmas.
<<Em 1654, Ägua-Izé era administrado por D. Filipa de Sousa, viúva de João de Almada e Melo, 3º senhor do morgado dos Olivais, a qual, em seu nome, e como tutora de seus netos João de Almada e Melo e António de Sousa Coutinho, que mais tarde foi Cónego da Sé de Évora, estando residente na sua quinta dos Olivais em Lisboa, passou procuração a 04.07.1654 a Manuel de Alva de Guevara, morador em São Tomé, para a repre-sentar na administração do “engenho que é de seu neto João de Almada e Mello” 1. Por morte de D. Filipa de Sousa, a roça passou para aquele seu neto João de Almada e Melo, senhor de Souto d' El- Rei, c.c. D. Maior Luísa de Mendonça, e destes passou para o seu filho o brigadeiro António José de Almada e Melo, também senhor de Souto d' El- Rei e alcaide-mor de Palmela, c.c. D. Maria Josefa de Lima da Cunha Velho,  sendo no seu tempo que se  encontraram na roça 91 moedas de ouro de D. João III (S. Vicente), o que deu origem a uma discussão sobre a quem caberia a propriedade do achado. Por sua morte, herdou a fazenda seu filho o tenente- general D. João de Almada de Melo, casado com D. Ana Joaquina de Lancastre e Moscoso e destes passou para seu filho D. António José de Almada de Melo (1753-1789), 1º visconde de Vila Nova de Souto d' El- Rei, e deste a seu filho D. João José Francisco de Almada Melo Velho e Lancastre, 2º visconde de Vila Nova de Souto d' El- Rei, que a deixou a seu filho António José de Almeida Velho de Lencastre Carvalho da Fonseca Camões, 3º visconde de Vila Nova de Souto d'El-Rei e alcaide-mor de Palmela, e, segundo escreve em 1844 Lopes de Lima, “entre as roças, mal aproveitadas pertencentes a proprietários ausentes, pela maior parte fidalgos portugueses, estavam a de Água-  Izé, Castelo do Sul, Praia das Conchas, Praia Lagarto e Rio do Ouro- in “Ensaio sobre a Estatística das Possessões Portuguesas” Lv. II, parte II, p. 21”.>>
A roça de Água-Izé, das maiores de São Tomé, tinha uma extensão de cerca de 80 Km 2, com 12 Km de costa e 4800 ha de área culti- vada e nela chegaram a trabalhar cerca de 2500 trabalhadores e 50 empregados europeus e estava avaliada em mais de 80 contos de reis que somadas ás de Castelo do Sul (45 contos), Alto Douro (26 contos), Cachoeira (5 contos), Iojo-Iogo (4,5 contos), Nova Olinda (2 contos), Praia Grande (900$000) e Santo António de El-Rei (750$000), nos dá ideia da riqueza deste homem. 
Para além destas posses, João Maria de Sousa e Almeida também era proprietário da Companhia União Mercantil, que vendeu em 1860 a José Maria deFreitas.
Água-Izé era constituída, para além da roça Praia Rei, por 15 dependências a saber: Stº António, Quimpó, Francisco Mamtero, Ponte das Palmeiras, Mato Cana, Anselmo de Andrade, Olivares Marin, Bernardo Faro, Claudino Faro, Alto Douro, Castelo, Cantagalo, Mendes da Silva e Monte Belo.

## Personalidades ilustres
- Barão de Água-Izé